# 50000 Quaoar
Az 50000 Quaoar (ejtsd: kva-o-var), korábban 2002 LM60 a Kuiper-öv egyik nagy törpebolygója. 2002. június 4-én fedezte fel a California Institute of Technology két csillagásza, Chad Trujillo és Michael Brown, a Palomar-hegyi Samuel Oschin teleszkóppal.

## Név
A Quaoar nevét egy tongva indián teremtésistenről kapta. (Mivel a felfedezéshez használt obszervatórium környékén élnek a tongva indiánok.)

## Mérete
A nagy Kuiper-övben található objektumok méretét a hőkibocsátásuk és a visszavert napfény egyidejű megfigyelésével lehet meghatározni. Sajnos ezen értékek nagyon gyengék ilyen távol lévő égitesteknél, és ezt tovább gyengíti a Föld atmoszférájának elnyelése, így a sugárzásnak csak egy nagyon kis része észlelhető a földi megfigyelők által.
A Plútó felfedezése (1930) óta ez volt a legnagyobb újonnan megtalált égitest a Naprendszerben. 2002 után azonban már találtak ennél is nagyobbakat (Erisz, Szedna, 2003 EL61, 2005 FY9, Orcus). A Quaoar tömege nagyobb, mint a kisbolygóöv összes objektumának összesen. Mérete körülbelül a Föld átmérőjének tizede, a Hold egyharmada, a Plútó fele. A Hubble űrtávcsővel 2009-ben végzett mérések alapján átmérője az eredetileg vártnál lényegesen kisebb, 1100 km alatti, ami azt jelenti, hogy a várakozásokkal ellentétben nem vízjég, hanem valamilyen ennél nehezebb kőzet a fő összetevője.
Naprendszerünkben ez volt az első Neptunuszon túli objektum, melyet a Hubble űrtávcsővel közvetlenül megfigyeltek. 2004-ben a Hawaiion található Subaru távcső, 2007-ben a Spitzer űrtávcső is megfigyelte.

## Pályája
A Quaoar mintegy 6 milliárd kilométerre kering a Nap körül, melyet 287 évente kerül meg. Közel kör alakú a pályája, mely ritka az eddig megfigyelt nagy méretű Kuiper övbeli objektumok között. A Quaoar időnként a Plútónál is közelebb van a Naphoz, akkor, amikor a Plútó elnyúltabb pályáján éppen naptávolban van.

## Fizikai tulajdonságok
Jelenleg úgy gondolják, hogy az égitest kő és jég keveréke lehet, mint a legtöbb Kuiper-övbeli égitesté, de mivel albedója alacsony, úgy gondolják, hogy a jég eltűnik a felszíni rétegeiből. A felülete vörös színű.
2004-ben kristályos szerkezetű jeget találtak a felszínén, ami arra utal, hogy a hőmérséklete időnként -160 C fok fölötti lehet. Ez azért meglepő, mert a Naptól való távolsága miatt a Nap csak -220 C fokra tudná felmelegíteni, tehát valami egyéb hőforrásának is lennie kell. Felmerült, hogy mini meteoritok becsapódása adná ezt, ezt azonban a legtöbben nem tartják valószínűnek, mert az ehhez szükséges becsapódások miatt a jégnek szinte teljesen el kellene tűnnie a felszínről. Valószínűbb, hogy radioaktív anyagok (urán) bomlása melegíti az égitest belsejét. Feltételezhető, hogy emiatt a földi vulkanizmushoz hasonló jelenség zajlik rajta, ahol az olvadt kőzet a felszínre folyik és megszilárdul. Ammóniát is észleltek az égitesten, amely jó fagyállóként működik, ezért a jég megolvadása akár -100 C fokon is megtörténhet.

## Holdja
2007. február 22-én egy holdját is felfedezték, melynek átmérője 100 km körüli lehet. Pályájának adatait még nem ismerjük.